# 金々先生栄花夢
『金々先生栄花夢』（きんきんせんせいえいがのゆめ）とは、黄表紙の作品のひとつ。上下二冊、安永4年（1775年）刊行。恋川春町の作・画。

## あらすじ
今は昔、片田舎に金村屋金兵衛という貧乏な若者がいた。金兵衛は江戸に出て立身しようと思い立ち目黒不動に至り、その門前の粟餅屋で粟餅を頼む。ちょうど餅を蒸している途中なので待つように言われた金兵衛、粟餅屋の奥座敷で枕を引き寄せると、旅の疲れでそのままうとうとと寝てしまう…
と、そこに立派な駕籠を従え多くの手代や丁稚を率いた裃姿の者が現れる。その者が言うことには、自分は大金持ちの泉屋清三の番頭で、主の清三が隠居することになったが、その跡取りを金兵衛に定めたので迎えに来たという。金兵衛は駕籠に乗せられ、泉屋清三の屋敷に連れてゆかれる。泉屋清三はその名を金兵衛に譲って名をぶんずいと改め、金兵衛はぶんずいの養子となり泉屋を継ぐことになった。
だが金兵衛は、ぶんずいから相続した莫大な金銀を使い昼夜無しの放蕩にふけった。金村屋金兵衛という名から「金々先生」と呼ばれるようになり、幇間の万八や手代の源四郎などを連れ吉原だの深川辰巳の岡場所だのといった遊里で大散財する。しかしそれも所詮金づくで皆から相手にされているだけのことで、源四郎は金兵衛の遊興費から金をかすめ取るなどしていた。
やがてそんな金の力も通用しなくなり、金兵衛は場末の盛り場で遊ぶしかなくなる。そして金兵衛の放蕩がいよいよ家を傾けそうになったので、ぶんずいは大いに怒り源四郎の勧めにより金兵衛を勘当し、はじめに来た時の姿で屋敷から追い払った。金兵衛は、泣く泣く屋敷をあとにする…
と思ったらそれは全て金兵衛の夢で、目が覚めたのはちょうど粟餅が出来上がる時分のこと。金兵衛はハッとして、たとえ人間栄華を極めたとしても、それも一時の夢のようなはかないものなのだと悟り、そのまま生れ在所へ帰ったのであった。

## 解説
日本の古典文学のジャンルのひとつである草双紙は、江戸時代に起り絵と文章でもって話を説明するものである。その草双紙の一種である黄表紙が世に出る前、草双紙には赤本や黒本、青本と呼ばれるものがあったが、安永10年（1781年）刊の『菊寿草』（大田南畝著）には、『金々先生栄花夢』について次のようにある。
「いかのぼり」とは凧の事で、以前は子供のための読み物だった草双紙が、この『金々先生栄花夢』の登場により、凧と同様大人が楽しむものになったということである。
しかしこの『金々先生栄花夢』によって草双紙がいきなり大人の読み物になったわけではなく、すでにそれ以前の青本で吉原の遊興や風俗について取り上げており、また当初子供向けとされた草双紙は、次第に青年層、さらに大人も読者に含むようになっていたことが指摘されている。本作を出版した版元の鱗形屋孫兵衛も、赤本や青本を多く扱う本屋であった。この大人の読み物となった草双紙は「黄表紙」と呼ばれるようになる。なお草双紙の新作は正月に刊行されるのが例であったが、『金々先生栄花夢』はそれよりかなり遅れて夏頃に出されている。その事情については不明である。
本作は蜀の青年盧生が宿屋で粟の飯が炊ける間、王となって栄華を尽くす夢を見るという謡曲『邯鄲』のパロディとなっている。ただし本作よりおよそ百年前に刊行された仮名草子『元のもくあみ』も、その構想に利用したのではないかという説がある。草双紙において『邯鄲』のように栄華の夢を見て目が覚めるという趣向は、本作以前にすでに取り上げられているが、泉屋清三ことぶんずいは当時の羽振りの良い大店の酒問屋をモデルにしたらしい事、また洒落本でも取り上げられた遊里での通言、頭巾の流行など、当時の世相を穿って見せたところに本作の新しさがあった。
「金々先生」の「金々」とは当時のはやり言葉で、もとは「欣々」と書き、人が身なり恰好のよさに満足し喜ぶさまを見せる事と洒落本『胡蝶の夢』にはある。そこから「金々」の字があてられるようになり、そしてさらに今風でしゃれている事などを言うようになった。それを「金々先生」と人名らしく称している。これは本作の「文に曰く」と始まる序文にも、「金ある者は金々先生となり、金なき者はゆふでく頓直（とんちき）となる。さすれば金々先生は一人の名にして一人の名にあらず」とあり、「ゆふでく」とは野暮や半可通を意味する当時の流行語である。
金々先生こと金兵衛の性格は本文に、「生まれつき心優（ゆう）にして」とある。片田舎から大都会に出てきたお人よしの青年が、いきなり莫大の金銀を手にして人が変わり、調子に乗って遊里で「金々先生」などとおだてられ大散財するが、もともと「通人」としてのセンスがなく「ゆふでく」な金兵衛は、人からまともに相手にされてはいなかった。流行遅れの頭巾をかぶって手代の源四郎たちと吉原に繰り出し、金銀をばらまくが傾城にはそっぽを向かれ、深川では馴染みと思った女が実は源四郎と深い仲で、それを知り腹を立て「とんちき」と呼ばれる大暴れをする。最後はぶんずいに勘当され、元のみすぼらしいなりで屋敷から追い出されるが、源四郎はその様子を「ああよいざまだ」とあざ笑いながら見送る。「源四郎」というのは物を盗む、ちょろまかすという意味の当時の隠語でもあった。また当時の大店の手代には、お店の信用を利用してこっそり商いをし、その儲けを自分の懐に入れる「自分商い」ということをする者がいた。「自分商い」で儲けた手代は吉原や深川へ遊びに行く。金兵衛に散財させその中から金銀をかすめ取り、最後には金兵衛を主家から追放させる源四郎は、そうした「自分商い」をする手代がモデルとされている。
本作はその後数度にわたり再版されているが、文政の頃には「今より見れば、さほどおもしろきものでもなし」という評価がされている。しかし近世文学研究者の棚橋正博は『金々先生栄花夢』が世に出たいわゆる田沼時代について、好景気で江戸の吉原や深川といった遊里も賑わいもてはやされた一方、一獲千金を夢見るには厳しい時代になっており、それでも「この大都会江戸でひと旗挙げようと江戸へやって来る若者は少なくなかった。そんな一人に金村屋金兵衛を設定した」とし、「戯作文学ほど、社会世相が理解できない読者にはつまらない凡庸な小説としか読めない。時代を超える文学として正当な評価を与えるためには、まずもって背景となる時代相を把握せねばはじまらない」と述べている。